# Wald (powiat Ostallgäu)
Wald – miejscowość i gmina w południowych Niemczech, w kraju związkowym Bawaria, w rejencji Szwabia, w regionie Allgäu, w powiecie Ostallgäu, wchodzi w skład wspólnoty administracyjnej Seeg. Leży w Allgäu, około 8 km na południowy zachód od Marktoberdorfu.

## Demografia
| Rok  | Liczba mieszk. |
| ---- | -------------- |
| 1970 | 857            |
| 1987 | 946            |
| 2000 | 994            |
| 2005 | 1 031          |

## Polityka
Wójtem gminy jest Josef Ampßler, rada gminy liczy 12 osób.
|      | Allgemeine Wählergruppe | Razem |
| 2008 | 12                      | 12    |
| 2002 | 12                      | 12    |